# Bretenoux
Bretenoux è un comune francese di 1 390 abitanti situato nel dipartimento del Lot nella regione dell'Occitania.
Nel territorio comunale il fiume Cère si getta nella Dordogna.

## Società

### Evoluzione demografica
Abitanti censiti